# Động cơ tuốc bin phản lực cánh quạt

Động cơ tua bin phản lực cánh quạt

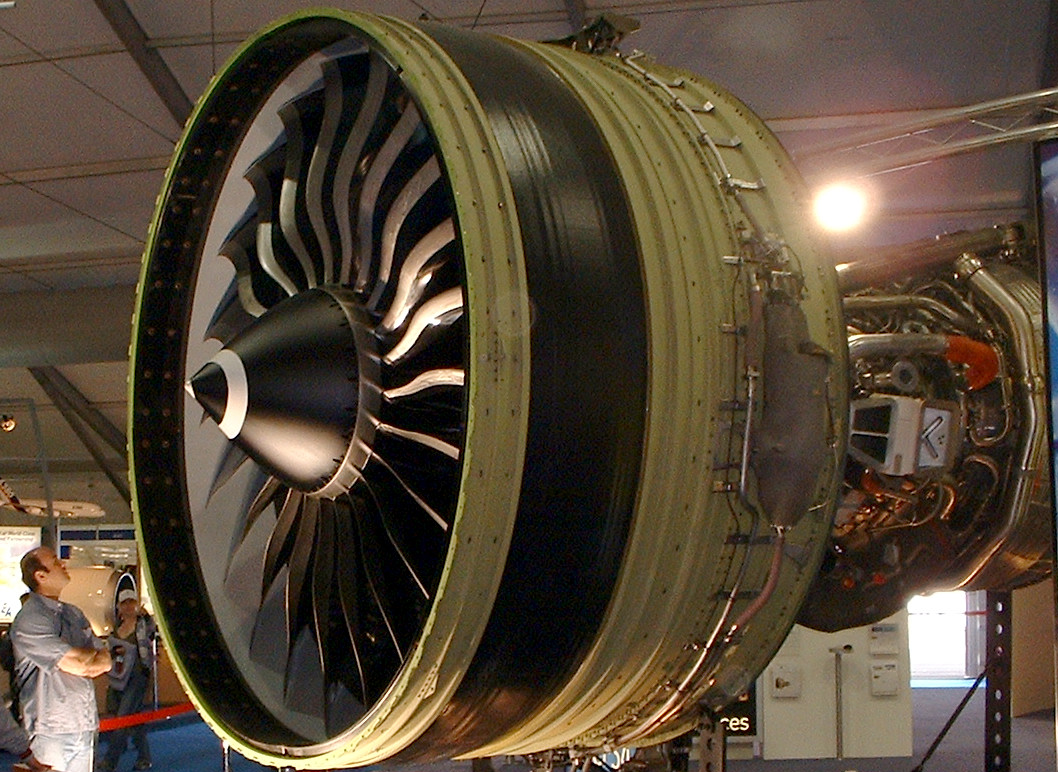
Động cơ tua bin phản lực cánh quạt GE90-115B

Động cơ tuốc bin phản lực cánh quạt (tiếng Anh - Turbopropeller jet engine, viết tắt - PropJet hay TurboFan; tiếng Nga - Турбовентиляторный двигатель, viết tắt - ТРДД) là một dạng của động cơ tuốc bin khí, cho ra lực đẩy tổng hợp vừa từ luồng khí phản lực phụt từ động cơ, vừa từ gió cánh quạt thổi không qua buồng đốt động cơ. Vì thế Động cơ tuốc bin phản lực cánh quạt còn được gọi là Động cơ phản lực hai luồng khí.
Động cơ tuốc bin phản lực cánh quạt đôi khi còn được gọi là Động cơ tuốc bin cánh quạt đẩy
Hầu như tất cả các máy bay phản lực dân sự ngày nay đều dùng loại động cơ này vì ít tốn kém nhiên liệu hơn và ít ồn hơn. Các máy bay chiến đấu thì ít dùng loại này, vì những ưu điểm của nó mất đi, khi máy bay bay với tốc độ nhanh (lớn hơn 0,7–0,9 Mach).